# Зернёный творог
Зернёный творог — разновидность творога пониженной жирности. Представляет собой творожное зерно, смешанное со свежими, чуть подсоленными сливками. Может употребляться как самостоятельное блюдо, а также для приготовления различных салатов (например, салат из овощей с зернёным творогом).
Зернёный творог гораздо менее калориен, чем сыр. Типичная жирность зернёного творога — от 0 % до 9 %. Зернёный творог может храниться дольше обычного творога.

## Название
В России иногда встречается под неофициальными названиями «зернистый творог» и «литовский творог». В США и странах Европы зернёный творог называется деревенский сыр (англ. cottage cheese). В Израиле имеет название «котэдж» и пользуется особой популярностью в качестве молочного продукта на завтрак.

## Состав
Зернёный творог содержит:
- молочный белок, включающий незаменимые аминокислоты — метионин, лизин, холин;
- минеральные вещества — кальций и фосфор;
- витамины группы В, витамины С, РР.

По причине очень высокого содержания белка и низкой жирности зернёный творог популярен в качестве диетического и спортивного питания, в частности среди культуристов. Так как в составе молочного белка (и творожного белка в особенности) преобладает казеин, его рекомендуют принимать на ночь, перед сном.